# Helicella
Helicella é um género de gastrópode  da família Hygromiidae.